# Jagdstaffel 6
A Jagdstaffel 6, também referida como Jasta 6, foi uma esquadra de aeronaves da Luftstreitkräfte que combateu durante a Primeira Guerra Mundial. Com uma impressionante marca de 201 vitórias, esta esquadra mais tarde viria a juntar-se com outras Jastas para formar a Jagdgeschwader 1 sob o comando de Manfred von Richthofen.

## Aeronaves
- Fokker Eindecker
- Albatros D.I
- Albatros D.II
- Albatros D.III
- Albatros D.V
- Fokker D.VII
- Fokker D.VIII
- Fokker Dr.I